# Clemens Wenzel
Clemens Wenzel (* 23. August 1988 in Prenzlau, DDR) ist ein ehemaliger deutscher Ruderer.
Wenzel wurde 2006 Juniorenweltmeister und 2007 Weltmeister in der Altersklasse der unter 23-Jährigen im Doppelvierer. In der Olympiasaison 2008 versuchte sich Wenzel im Doppelzweier. Zusammen mit seinem Vereinskameraden Falko Nolte verpasste er mehrfach die Qualifikation. Zwar wurden die beiden beim Weltcup-Auftakt in München Zweite, verpassten aber in Posen das A-Finale der besten sechs Boote. Letztlich wurden Wenzel und Nolte vor der entscheidenden Qualifikationsfahrt aufgeteilt; Karsten Brodowski, ebenfalls aus Potsdam, rückte zu Wenzel ins Boot und gemeinsam setzten sich die beiden gegen Falko Nolte und Markus Kuffner durch. Bei den Olympischen Spielen belegte der Zweier den 9. Platz. 2009 startete Wenzel zusammen mit Hans Gruhne im Doppelzweier bei den U23-Weltmeisterschaften und gewann Silber. Im folgenden Jahr war er erneut bei den U23-Weltmeisterschaften am Start und kam mit dem deutschen Doppelvierer auf Platz 11.
Clemens Wenzel ist 1,96 m groß. Er startete zunächst für die Potsdamer Ruder-Gesellschaft (PRG) und wechselte zur Saison 2012 zu dem von der PRG abgespaltenen Verein Ruder-Club Potsdam, konnte aber international nicht mehr in Erscheinung treten.

## Internationale Erfolge
- 2005: 2. Platz Junioren-Weltmeisterschaften im Doppelvierer
- 2006: 1. Platz Junioren-Weltmeisterschaften im Doppelvierer
- 2007: 1. Platz U23-Weltmeisterschaften im Doppelvierer
- 2008: 9. Platz Olympische Spiele im Doppelzweier
- 2009: 2. Platz U23-Weltmeisterschaften im Doppelzweier
- 2010: 11. Platz U23-Weltmeisterschaften im Doppelvierer